# 管又飞
管又飞（1965年—），男，江苏扬州人，中国医学家，肾脏、心血管疾病等方面的研究专家。中国教育部第六批“长江学者”特聘教授。曾获得中国国家科技奖等奖项

## 社会兼职
担任中国生理学会副理事长，《医学生理学》、《再生医学》等书籍的主编或副主编，《Kidney Int》、《Journal of Diabetes》和《PPAR research》等杂志编委等职，“973”等多个重点研究项目首席科学家。